# United States Agency for International Development

Zegel van USAID

Het United States Agency for International Development (USAID) is een Amerikaans agentschap, onder begeleiding van het United States Department of State, het Amerikaanse ministerie van buitenlandse zaken. Het departement werkt nauw samen met het Hoog Commissariaat voor de Vluchtelingen van de Verenigde Naties en het Wereldvoedselprogramma van de Verenigde Naties.
Het tweede deel van het acroniem USAID vormt het Engelse woord AID, dat 'hulp' betekent, en verwijst naar de functie van de organisatie: het verlenen van ontwikkelingshulp. De organisatie is niet politiek neutraal, maar dient tevens tot politieke en ideologische beïnvloeding en soms ook spionage-doeleinden. In 2025 constateerde Verslaggevers Zonder Grenzen dat USAID in 2023 de opleiding en ondersteuning financierde van 6.200 journalisten, en 707 niet-statelijke nieuwsuitzendingen en 279 maatschappelijke organisaties in de mediasector assisteerde die zich naar eigen zeggen inzetten voor de versterking van onafhankelijke media.
Binnen het buitenlands beleid van de Verenigde Staten biedt het agentschap ondersteuning aan economische groei, landbouw en handel, gezondheidsbeleid, democratisering, conflictbeheersing en humanitaire hulp.

## Voorlopers
Voorheen liep buitenlandse samenwerking via verschillende organisaties. Een van de eerste technische bijstandsprogramma's werden georganiseerd door het Interdepartmental Committee on Scientific and Cultural Cooperation (ICSCC), van het State Department, bedoeld om kennis uit te wisselen. In 1940 kwam daar het Institute for Inter-American affairs (IIAA) bij, gericht op basis- en voortgezet onderwijs. Na de Tweede Wereldoorlog werden deze op 27 oktober 1950 samengevoegd tot de Technical Cooperation Association (TCA) om President Trumans "Point Four Program" uit 1949 uit te voeren, met de nadruk op economie. Toen kwamen ook pas grote budgetten beschikbaar om het programma te ondersteunen. In 1953 ontstond hieruit de Foreign Operations Administration (FOA). In mei 1955 werd deze vervangen door de International Cooperation Association (ICA). Ten slotte ontstond hieruit de USAID – nog altijd onder de hoede van het State Department (ministerie van Buitenlandse Zaken) – die op 4 september 1961 werd goedgekeurd door het Congres middels de Foreign Assistance Act.

## Historiek

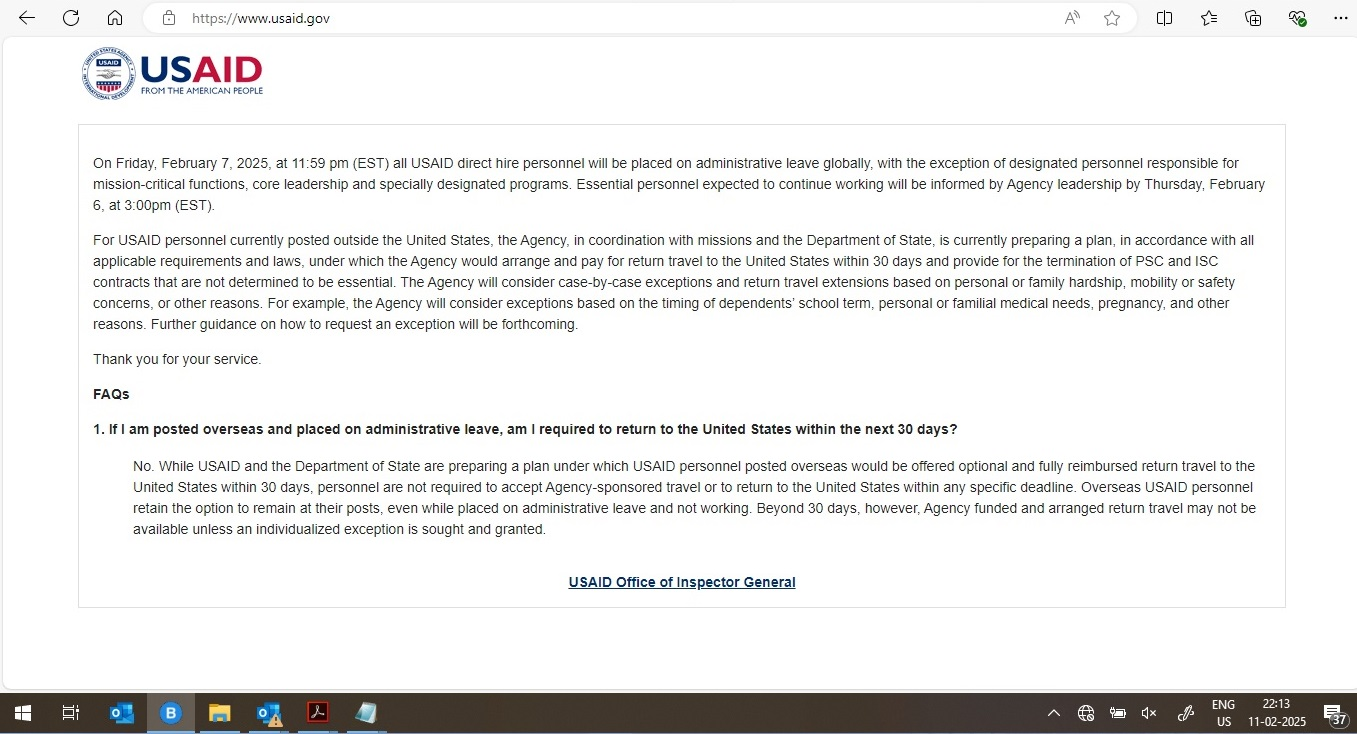
Laatste bericht op de website van USAID, leesbaar bij aanklikken

Het agentschap werd door president John F. Kennedy in 1960 opgericht, na het signeren van de Foreign Assistance Act, door middel van een Executive order (presidentieel besluit), dat de toen bestaande buitenlandse overheidsbijdragen in één agentschap onderbracht. In 2023 was USAID een kostenpost op de Amerikaanse begroting van 40 miljard dollar op een budget van 6.134 biljoen (0,63%).In 2025 kreeg Elon Musk van de Amerikaanse president Donald Trump de vrije hand om de organisatie op te heffen of grondig te reorganiseren. Op 3 februari 2025 kondigde Musk via zijn platform X de opheffing van USAID aan. Enkele dagen nadien werd meegedeeld dat het Agentschap zou worden geïntegreerd in het State Department. Waarnemers verklaarden de reorganisatie vanuit een heroriëntatie van de buitenlandse politiek van de VS.